# Longing in Their Hearts
Albums de Bonnie Raitt
Luck of the Draw
(1991) Road Tested
(1995)
Longing in Their Hearts est le douzième album de la chanteuse américaine Bonnie Raitt, il est sorti en 1994.

## Titres
1. Love Sneakin' up on You (3:41) - Little Jimmy Scott, Tom Snow)
2. Longing in Their Hearts (4:48) - Michael O'Keefe, Raitt
3. You (4:27) - John Shanks, Bob Thiele, Tonio K.
4. Cool, Clear Water (5:27) - Raitt
5. Circle Dance (4:11) - Raitt
6. I Sho Do (3:38) - Billy Always, Mabon Teenie Hodges
7. Dimming of the Day (3:39) - Richard Thompson
8. Feeling of Falling (6:17) - Raitt
9. Steal Your Heart Away (5:44) - Paul Brady
10. Storm Warning (4:31) - Terry Britten, Lea Maalfrid
11. Hell to Pay (4:03) - Raitt
12. Shadow of Doubt (4:26) - Gary Nicholson

## Musiciens
- Bonnie Raitt – orgue, guitare acoustique, claviers, piano, chant, slide guitare
- Sweet Pea Atkinson – chant
- Sir Harry Bowens – chant
- Paul Brady – guitare acoustique, sifflet, chant
- Turner Stephen Bruton – guitare électrique
- John Clark – flute alto et basse, cor anglais
- Larry Corbett – violoncelle
- David Crosby – chant
- Paulinho Da Costa – percussions
- Deborah Dobkin – percussions, batterie
- Ricky Fataar – batterie
- Mitchell Froom – harmonium
- Mark Goldenberg – guitare acoustique et électrique, oud
- Marty Grebb – saxophone baryton
- Scott Haupert – viole
- Levon Helm – chant
- James "Hutch" Hutchinson – guitare basse
- Wayne Jackson – trombone, trompette
- Randy Jacobs – guitares
- Suzie Katayama – violoncelle
- David Lasley – chant
- Andrew Love – saxophone ténor
- George Marinelli – guitare, mandoline
- Arnold McCuller – chant
- Cynthia Morrow – viole
- Charlie Musselwhite – harmonica
- Buell Neidlinger – basse
- Daniel Smith – violoncelle
- Benmont Tench – claviers, orgue
- Richard Thompson – guitare acoustique
- Scott Thurston – claviers
- Don Was – basse

## Certifications
| Pays                  | Certification | Unités certifiées |
| --------------------- | ------------- | ----------------- |
| Canada (Music Canada) | Platine       | 100 000           |
| États-Unis (RIAA)     | 2 × Platine   | 2 000 000         |